# Jon Speelman

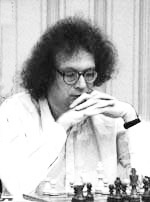
Jon Speelman

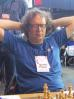
Jon Speelman

Jonathan Simon (Jon) Speelman (Londen, 2 oktober 1956) is een Brits schaker. Speelman werd in 1980 FIDE grootmeester (GM). Hij was drie keer kampioen van Groot-Brittannië: in 1978, 1985 en in 1986.
Hij is auteur van een aantal schaakboeken. Van 1980 tot 1990 speelde hij mee in de Schaakolympiade en in 1989 verloor hij van Jan Timman in het kandidatentoernooi.

## Schaakcarrière
In de jaren 70 was Speelman, naast Tony Miles, een van de meest getalenteerde opkomende schaaktalenten in Engeland. In werd hij 1978 Internationaal Meester (IM), in 1980 grootmeester (GM).
- In 1978, 1985 en 1986 was hij kampioen van Groot-Brittannië.
- In 1984 won hij samen met Nigel Short het Zonetoernooi in Brighton en kwalificeerde zich daarmee voor het Interzonetoernooi in Taxco in 1985, waar hij als vierde eindigde en slechts nipt niet door kon naar het Kandidatentoernooi.
- In 1986 speelde hij in Londen een match tegen de uit de Verenigde Staten afkomstige Lew Alburt; uitslag: 4:4 (+2 =4 −2).
- Speelman nam vier keer deel aan het toernooi in "Hastings". In 1986 eindigde hij als eerste samen met Murray Chandler, Bent Larsen en Smbat Lputian. Hij eindigde ook een keer op de tweede plaats achter Nigel Short.

Eind jaren 80 werd een ernstig medisch probleem met zijn ogen succesvol verholpen, wat ook zeer gunstig was voor zijn schaakcarrière.
- In 1987 won Speelman met 9 pt. uit 10 het zonetoernooi in Bath, voor Glenn Flear en Jonathan Mestel. Gedeeld met Viktor Kortsjnoj won hij het toernooi in Beër Sjeva, en met Gyula Sax en Nigel Short eindigde hij gedeeld 1e–3e op het Interzonetoernooi van Subotica, waarmee hij zich kwalificeerde voor het kandidatentoernooi.
- In de eerste ronde van het kandidatentoernooi in 1988 in Saint John versloeg Speelman de uit de Verenigde Staten afkomstige Yasser Seirawan met 4–1 (+3 =2 −0). Daarop volgde de kwartfinale in Londen die hij won van zijn landgenoot Nigel Short met 3.5–1.5 (+2 =3 −0).[1] In de halve finale, Londen 1989, trof hij de Nederlander Jan Timman, door wie hij uitgeschakeld werd met 3.5–4.5 (+1 =5 −2).
- In 1991 was Speelman automatisch gekwalificeerd voor het kandidatentoernooi en trof in de eerste ronde wederom zijn landgenoot Nigel Short. De match in Londen eindigde in 4–4 (+2 =4 −2); Short won de tiebreak en kwalificeerde zich uiteindelijk tot de uitdager van wereldkampioen Garri Kasparov.
- In 1997 werd Speelman 3e op het "Philidor 1847 Jubileumtoernooi".
- In 1992 en in 1993 won Speelman het Lloyds-Bank-Open toernooi in Londen,[2] in 1994 won hij in Altensteig, in 1998 won hij in Roskilde.
- In 2003 won hij het "Staunton Memorial".
- In augustus 2004 werd Speelman 2e bij het "Staunton Memorial" te Londen.
- In augustus 2005 eindigde Speelman 2e (na tie-break) op het "Staunton Memorial" 2005 in Londen.

## Schaken in teamverband

### Nationale teams
Speelman vertegenwoordigde Engeland van 1980 tot 2006 bij 14 opeenvolgende Schaakolympiades. Met het team bereikte hij in 1984, in 1986 en in 1988 de tweede plaats, in 1986 had hij bovendien de op een na beste prestatie aan het reservebord. Van 1977 tot 2005 nam Speelman deel aan negen Europese Kampioenschappen voor landenteams en won deze kampioenschappen in 1997 met het Engelse team. In 1980 en 1992 eindigde het team als derde, daarnaast behaalde Speelman in 1980 het op een na beste resultaat aan het vierde bord. In 1985, 1989 en 1997 nam Speelman deel aan het Wereldkampioenschap voor landenteams; in 1985 en 1989 werd het team derde, in 1997 behaalde Speelman het beste individuele resultaat aan het vierde bord.

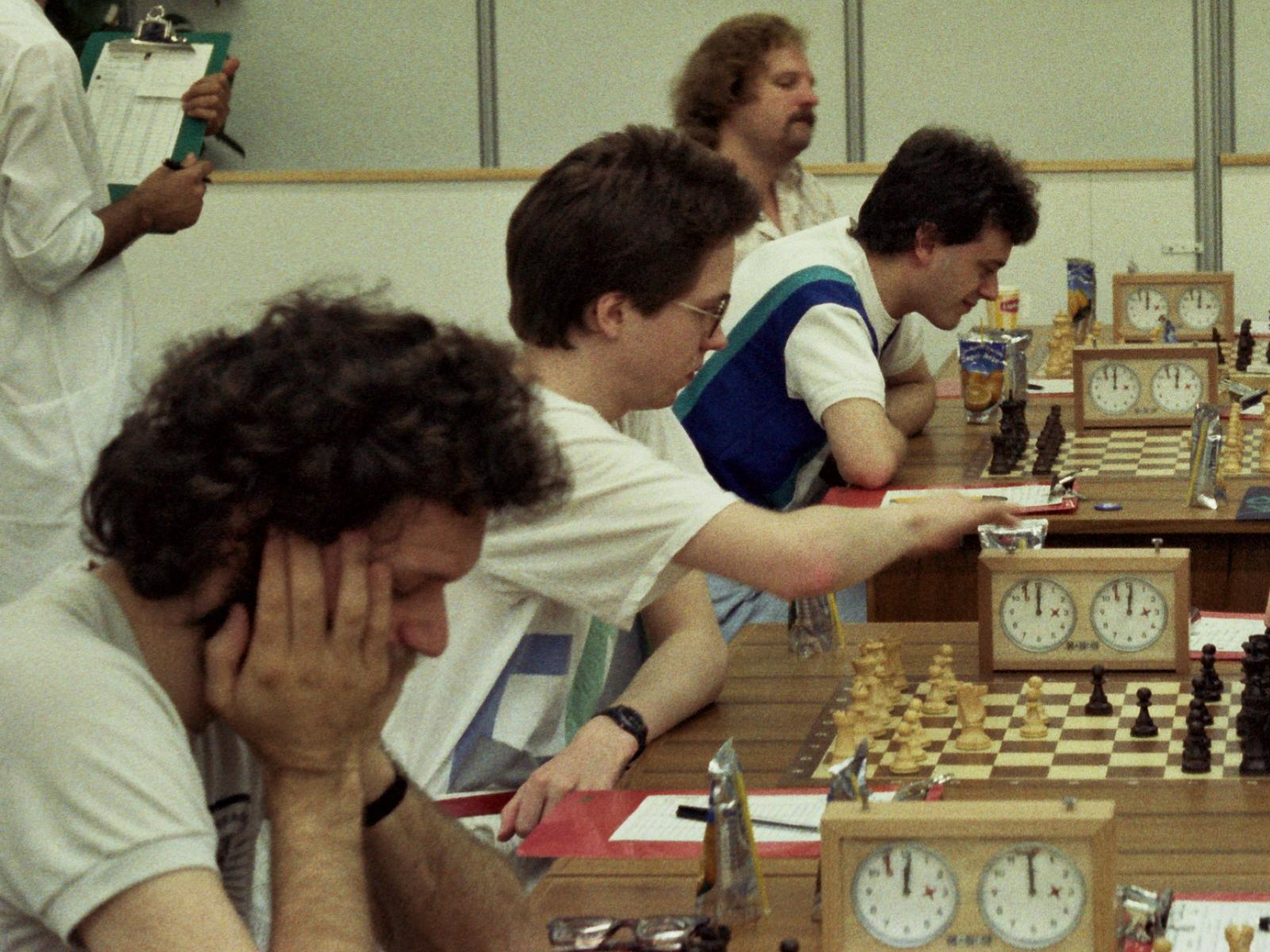
Jonathan Speelman, Nigel Short, John Nunn en Tony Miles in 1986 op de Schaakolympiade in Dubai
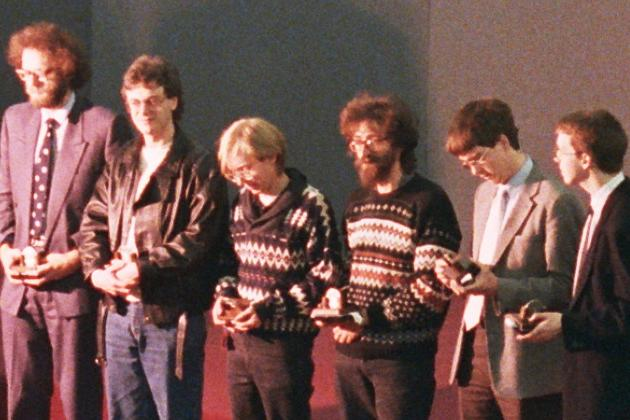
Jonathan Speelman, John Nunn, Murray Chandler, Jonathan Mestel, William Watson en Nigel Short wonnen in 1988 de zilveren medaille op de Schaakolympiade in Thessaloniki

### Schaakverenigingen
In de Britse Four Nations Chess League speelde Speelman van 1995 tot 1997 bij Slough, in 1997/98 bij Invicta Knights Maidstone, van 1998 tot 2006 bij Wood Green, van 2006 tot 2009 bij The ADs en vanaf 2009 bij Wood Green Hilsmark Kingfisher. Met zijn vereniging won hij deze competitie in 1996, 2003, 2005, 2006, 2010 en 2012.
In de Duitse bondscompetitie speelde Speelman van 1996 tot 1999 bij schaakvereniging SG 1868-Aljechin Solingen en van 1999 tot 2003 bij Lübecker Schachverein von 1873. Zij team werd kampioen van Duitsland in 1997, 2001, 2002 en 2003. In seizoen 2018/19 speelde hij met Münchener SC 1836 in de tweede klasse.
In de Nederlandse Hoofdklasse/Meesterklasse speelde hij in seizoen 1995/96 bij Cap Volmac Rotterdam en in seizoen 2006/07 bij HMC Calder. In de Spaanse kampioenschappen voor verenigingen speelde hij van 1994 tot 1996 en ook in 1998 voor C.A. Villa de Teror, waarmee hij in 1994 kampioen werd.
Diverse keren nam hij deel aan de European Club Cup: in 1980/82 met de Londense vereniging King's Head, in 1987/88 (een derde plaats bereikend), 1991/92 en 1993 met Volmac Rotterdam, in 1997 met Slough en in 1998 met Invicta Knights Maidstone.

## Boeken
Speelman is (co-)auteur van onder andere de volgende boeken:
- Analysing the Endgame (Batsford, 1981)
- Endgame Preparation (Batsford, 1981)
- Analysing the Endgame (1988)
- Batsford Chess Endings (Batsford, 1993), met Jon Tisdall en Robert Wade
- Jon Speelman's Best Games (Batsford, 1997)
- Jon Speelman's Chess Puzzle Book (Gambit, 2008)